# Olga Lariónova
Olga Nikoláievna Lariónova (Tidemán) (en ruso: Ольга Николаевна Ларионова (Тидеман)) (16 de marzo de 1935) es una destacada escritora de la ciencia ficción rusa. 

## Biografía
Nació en Leningrado 16 de marzo de 1935, donde pasó el bloqueo durante la Gran Guerra Patria. Allí estudió en Universidad Estatal de San Petersburgo, en la facultad de física y matemática. Trabajó en el Instituto central de investigación científica de metalurgia y soldadura. En 2000 se trasladó de San Petersburgo a Moscú.
En 1964 escribió su primer relato ciencia ficción. En 1967 se hizo escritora profesional. Su primera novela, El leopardo de la cumbre del Kilimanjaro, salió a luz en 1965. A su pluma pertenecen dos ciclos de novelas,  numerosas noveletas y cuentos, incluido el ciclo Signos del zodíaco basado en las obras de Mikalojus Konstantinas Čiurlionis.
En sus obras Olga Lariónova trata el problema del contacto con los extraterrestres, pregunta cómo comprender y cómo encontrar un idioma común con los seres extraños. Olga Lariónova cultiva el campo de la ópera espacial y planetary romance, lo mismo que de los problemas de la ética humana.  Su prosa es filosófica, lírica y musical. 
Las mejores obras de Olga Lariónova son los ciclos “El Kreg portador de la corona”,  “Laberinto para trogloditas” y “Signos del zodíaco”.
Sus libros han sido traducidos al inglés, español y alemán.

## Obras escogidas
- Isla de valor (1971) – Остров мужества
- El leopardo de la cumbre del Kilimanjaro (1972) – Леопард с вершины Килиманджаро
- La fórmula del contacto (1991) – Формула контакта
- Donde pasa la caza real (1977) – Где королевская охота

El Kreg portador de la corona
- El chakrá de centauro (1988) – Чакра кентавра
- Della-Uella (1996) – Делла-Уэлла
- El Evangelio según el Kreg (1998) - Евангелие от Крэга
- El panique de luna (2005) – Лунный нетопырь

Laberinto para trogloditas
- La sonata del mar (1985) – Соната моря
- El tapir a cuadros (1989) – Клетчатый тапир
- Laberinto para trogloditas (1991) – Лабиринт для троглодитов

Signos del zodíaco
- El cuento de los reyes (1976) – Сказка королей
- El sol entra en el signo de Géminis (1979) - Солнце входит в знак Близнецов [= Страницы альбома] (1979)
- El sonata de la culebra (1979) - Соната ужа (1979)
- El sol entra en el signo de Virgo (1981) - Солнце входит в знак Девы (1981)
- El sol entra en el signo de Acuario (1981) - Солнце входит в знак Водолея
- El sonata de estrellas. Allegro (1981) - Соната звёзд. Аллегро (1981)
- El sonata de estrellas. Andante (1981) - Соната звёзд. Анданте
- La creación de los mundos (1983) - Сотворение миров
- Perún (1990) - Перун

## Premios
- Premio Aelita - 1987
- Premio Peregrino - 2001, El paladin de la literatura fantástica